# Danny Federici
Danny Federici (23. ledna 1950 – 17. dubna 2008) byl americký klávesista, varhaník a akordeonista. Na akordeon začal hrát ve svých sedmi letech. V roce 1972 byl jedním z původních členů skupiny E Street Band, která funguje jako doprovodná skupina zpěváka Bruce Springsteena; se skupinou hrál až do jejího rozpadu v roce 1988 a od roku 1995, kdy byla obnovena, s ní hrál až do roku 2007, kdy jej kvůli nemoci nahradil Charles Giordano. Zemřel v dubnu 2008 ve svých osmapadesáti letech.